# Instytut Kultury Polskiej w Nowym Jorku

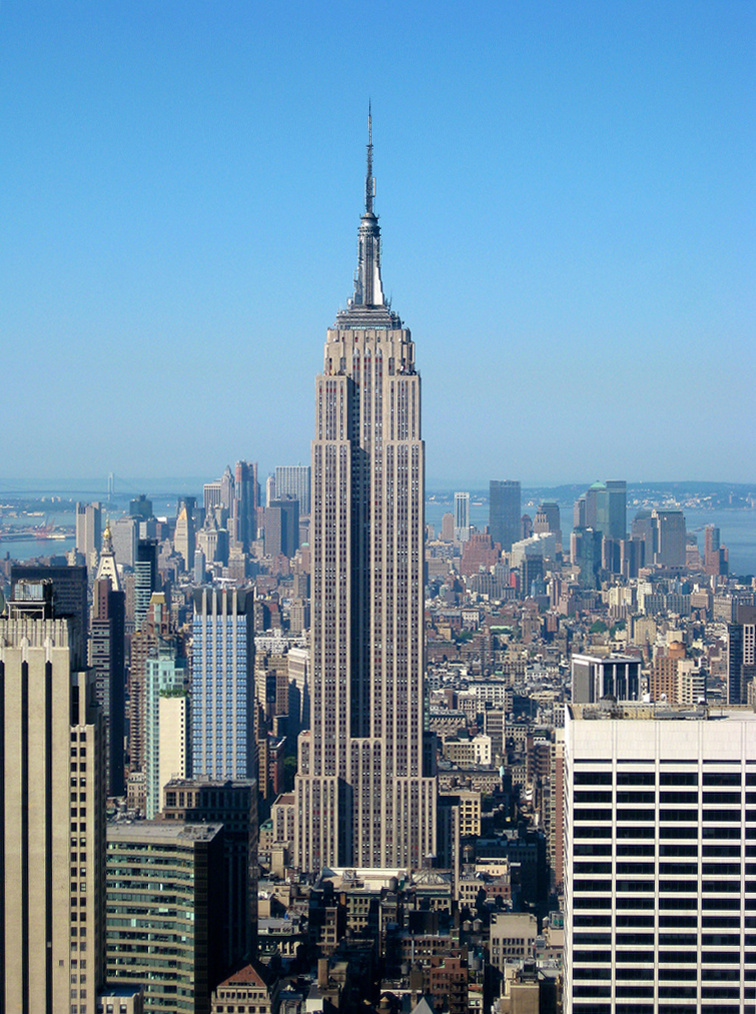
b. siedziba instytutu w Empire State Building

Instytut Kultury Polskiej w Nowym Jorku (ang. Polish Cultural Institute in New York, pełna nazwa: Polski Ośrodek Kultury i Informacji w Nowym Jorku) – polska placówka kulturalna w największym mieście Stanów Zjednoczonych podlegająca Ministerstwu Spraw Zagranicznych RP.

## Działalność
Głównym zadaniem Instytutu jest wypełnianie zadań z zakresu dyplomacji publicznej, tj. utrzymywanie dobrych stosunków społecznych, naukowych i kulturalnych między Polską a Stanami Zjednoczonymi. Instytut organizuje wystawy, koncerty, pokazy filmów, promocje książek, przekłady książek, koordynuje wymianę naukową i kulturową. Celem Instytutu jest poszerzanie wiedzy na temat Polski: kultury, sztuki, nauki, historii, gospodarki, polityki, socjologii.

## Dyrektorzy
- 2000–2005 – Paweł Potoroczyn
- 2005–2010 – Monika Fabijańska[3]
- 2010–2014 – Jerzy Onuch[4]
- 2014–2015 – Bartłomiej Remisko (p.o.)[5]
- 2015–2016 – Agata Grenda[6]
- 2016–2018 – Anna Domańska (p.o.)[7]
- 16 sierpnia 2019–2020 – Adrian Kubicki
- 2 września 2020–2022 – Robert Szaniawski
- 2022–2023 – Maja Steczkowska (p.o.)[8]
- wrzesień 2023 – 2024 – Agata Lupoměská
- od 2024 – Maja Steczkowska (p.o.)[9]

## Siedziba
Pierwsza siedziba instytutu mieściła się w Empire State Building przy 350 Fifth Avenue (Piąta Aleja), Suite 4621. W 2019 przeniesiono go do One Grand Central Place (b. Lincoln Building) przy 60 E 42nd St.